# Cantonul Pointe-Noire
Cantonul Pointe-Noire este un canton din arondismentul Basse-Terre, Guadelupa, Franța.